# Arndt Ellmer
Arndt Ellmer (* 26. Februar 1954 in Lörrach; eigentlich Wolfgang Kehl) ist ein deutscher Science-Fiction-Schriftsteller.
Der Autor ist seit 1983 im Perry-Rhodan-Team. Neben dem Schreiben der Romane war er von Juni 1989 bis Mai 2014 für die Betreuung der Leserkontaktseite verantwortlich, die er ab Band 1450 von Ernst Vlcek übernahm. Aufgrund dessen steht er in sehr engem Kontakt mit dem Fandom.
Arndt Ellmer publizierte seinen ersten Roman Die Welt der Homunkeln unter dem Gemeinschaftspseudonym K. U. Hansen im Jahre 1980 beim Zauberkreis Verlag. Neben Perry Rhodan schrieb er auch für Serien wie Atlan, UFO-Akten und Grusel Schocker. Die beiden letzteren sind bei Bastei erschienen. Innerhalb der Perry-Rhodan-Serie steuerte er inzwischen über 200 Romane bei und er verfasste darüber hinaus auch über 20 Taschenbücher. Außerdem eröffnete er mit dem Band Im Netz der Nonggo die Perry-Rhodan-Autorenbibliothek.